# Gnophos herrichii
Gnophos herrichii là một loài bướm đêm trong họ Geometridae.